# IFK Hässleholm
IFK (Idrætsforeningen Kammeraterne) Hässleholm/Hesselholm, er en fodboldklub fra købstaden Hesselholm i den såkaldte snaphanebygd i Gønge herred i Skåne, ved den gamle dansk-svenske rigsgrænse, stiftet den 20. juni 1905. I 1910'erne var klubben en af de bedste i Sverige, hvor man vandt det såkaldte Kammerat-mesterskabet i 1919 og det skånske mesterskab i 1918. Hesselholm-Kammeraterne har spillet i den næstbedste svenske række fra 1970'erne til 1990'ere, og klubbens største succes kom i 1993, da de spillede kvalifikationskampe til den bedste svenske række Allsvenskan, men mislykkedes.
Spillerdragten er i dag gul-sort stribede bluser og sorte bukser, men den oprindelige er burgunderfarvede bluser og hvide bukser.

## Spillere
Blandt klubbens kendte spillere er:
- Jon Jönsson
- Anders Linderoth
- Peter Crouch